# Блеона Кереті
Блеона Чєреті (нар. 14 травня 1979, Корча, Албанія) — албанська та американська співачка, акторка, модель та кінорежисерка.

## Дискографія
- 1997 Kam Qejfin Tim
- 1999 Nese Me Do Fort
- 2001 S'me Behet Vone
- 2002 Ik Meso Si Dashurohet
- 2003 Ti Nuk Di As Me Ma Lyp
- 2005 Greatest Hits
- 2005 Boom Boom
- 2007 Mandarin